# Список виконавців українського джазу
Алфавітний список відомих виконавців українського джазу.
В цей список входять виконавці, які містяться у переліках на сайтах, що присвячені українському джазу, українських джазових енциклопедіях і антологіях.
| # A B C D E F G H I J K L M N O P Q R S T U V W X Y Z |

- Абашидзе В'ячеслав Володимирович
- Абдулрагімов Анатолій Абдулрагімович
- Авдєєв Олександр Олександрович
- Аду Денис
- Акав Сергій Давидович
- Алейников Михайло
- Александров Дмитро Вадимович
- Александров Олексій Дмитрович
- Алексаньян Анатолій Григорович
- Алмазов Валерій Володимирович
- Альшванг Арнольд Олександрович
- Аммосов Микола Миколайович
- Анчиполовський Володимир Ізраїльович
- Арєнков Костянтин Михайлович
- Арле-Тіц Коретті Генріхівна (Альфред Коретта)
- Астаф'єв Аркадій Леонідович
- Бабенко Яків
- Бабій Анатолій Степанович
- Бадхен Маркус Львович
- Бадюк Андрій Євгенович
- Байсоголов Юрій Васильович
- Бакум Олег Петрович
- Балабан Михайло Михайлович
- Балабан Олександр Михайлович
- Баленко Ігор Петрович
- Балтарович-Штон Володимир
- Бартошевський Тарас Юрійович
- Басюк Віктор Іванович
- Баташов Олексій Миколайович
- Бахолдін Костянтин Іванович
- Бедусенко Сергій Валентинович
- Безгудов Микола Миколайович
- Береговський Олександр Борисович
- Бернстайн Леонард
- Бібік Валентин Савич
- Біленко Юрій Володимирович
- Біншток Зігфрід
- Бітус Іван Леонтійович
- Блантер Матвій Ісакович
- Блінов Олександр Євгенович
- Бобровський Йосип Ісакович
- Бовкун Віктор Филимонович
- Боєва Тетяна Іванівна
- Бойко Ігор Олександрович
- Болотинський Євген Наумович
- Бондарєв Михайло Олексійович
- Бонь Юрій Федорович
- Братолюбов Юліан Мойсейович
- Браун Лу (Браунстейн Луїс)
- Бриль Пилип Йосипович
- Буздес Абрам Йосипович
- Буздес Борис Йосипович
- Буздес Віктор Абрамович
- Букарєв Володимир Андрійович
- Буторін Андрій Вікторович
- Вайнштейн Йосип Володимирович
- Вапіров Анатолій Петрович
- Варга Гідалій Йосипович
- Варс Генрі (Варшавський Генрік)
- Варум Юрій Ігнатович
- Василевич Юрій Володимирович
- Васкевич Володимир Віталійович
- Васютинська Ірина Олександрівна
- Васютинський Володимир Михайлович
- Вербовський Левко Данилович
- Веренкіотов Георгій Дмитрович
- Верменич Юрій Тихонович
- Верховський Яків Львович
- Веселовський Богдан Остапович
- Вижляк Сергій Олександрович
- Виноградов В'ячеслав Іванович
- Віленський Костянтин Михайлович
- Віляйкін Олександр Федорович
- Владикін-Вайншток Яків Львович
- Вовк Юрій Осипович
- Волков Валерій Володимирович
- Волков Микола Федорович
- Воловац Михайло Петрович
- Володарський Олександр Маркович
- Волошин Юрій Миколайович
- Вотрін Володимир Іванович
- Вульфсон Леон Йосипович
- Гарькавий Олександр Григорович
- Гасс Ілля Федорович
- Гачечіладзе Гіві Георгійович
- Гебель Олександр Робертович
- Генбачов Юрій Борисович
- Герасимов Анатолій Олександрович
- Гершбург Айзек
- Гілберт Вулф
- Гінзбург Семен Львович
- Гітлін Роман Панасович
- Гладецький Максим Серафимович
- Гліер Рейнгольд Моріцович
- Голощапов Микола Якович
- Голощокін Давид Семенович
- Гольдштейн Леонід Аврамович
- Горбатих Олександр Єфремович
- Горбатюк Анатолій Ісакович
- Горюнович Сергій Панасович
- Господарець Іван Юліанович
- Гранкін Юрій Миколайович
- Грач Тамара Сергіївна
- Гревцова Лілія Іванівна
- Гриньків Роман Дмитрович
- Грудін Арнольд Андрійович
- Губанов Яків Іванович
- Гудмен Бенні
- Гузов Левко Анатолійович
- Гура Наталія Вікторівна
- Гуро Володимир Микитович
- Гуров Олександр Андрійович
- Гурський Євген Володимирович
- Гутман Абрам Соломонович
- Гутман Лев Абрамович
- Гутман Марк Абрамович
- Давид Йосип Петрович
- Давидов Сергій Петрович
- Дайош Бела
- Двойрін
- Двоскін Віктор Борисович
- Двоскін Олександр Олександрович
- Дергунов Євген Олексійович
- Дєнєжний Володимир Стефанович
- Дмитренко Вадим Всеволодович
- Дмитренко Олександр Федорович
- Довганик Орест Дмитрович
- Доліна Лариса Олександрівна
- Дорман Давид Якович
- Дроб'язгіна Валентина Іванівна
- Друскін Михайло Семенович
- Дудко Денис Юрійович
- Дунаєвський Ісак Осипович
- Дюк Вернон (Дукельський Володимир)
- Дьяченко Ігор Марксович
- Ентеліс Леонід Арнольдович
- Ескін Аркадій Борисович
- Євпак Микола Федорович
- Єрьоменко Євген Борисович
- Єфимов Л.
- Жилін Валерій Володимирович
- Житницький Олександр Пилипович
- Жолін Геннадій Борисович
- Жуковський Леонід Володимирович
- Журавицький Вадим Михайлович
- Задонцев Володимир Антонович
- Зажитько Сергій Іванович
- Зайдерман Леонід Леонович
- Заляпін Лев Гершович
- Замороко Микола Степанович
- Запольський Олександр Ігорович
- Здоренко Віктор Михайлович
- Зінкевич Анатолій
- Зінковський Володимир Олександрович
- Золкін Анатолій Іванович
- Золотухін Володимир Максович
- Зоря Юрій Анатолійович
- Зубицький Володимир Данилович
- Зубцов Євген Микитович
- Зюзін Віктор Семенович
- Іванов Валентин Гаврилович
- Іванов Сергій Юрійович
- Івченко Геннадій Пилипович
- Ізмайлов Енвер Серверович
- Ізюмченко Аркадій Ісакович
- Ільїн Вадим Григорович
- Іщенко Юрій Якович
- Каган Симон Михайлович
- Калінін Станіслав Петрович
- Каліш Петро Олександрович
- Кандиба Симон Львович
- Канерштейн Олександр Михайлович
- Капустін Едуард Андрійович
- Карабиць Іван Федорович
- Карпиловський Михайло
- Касаткін Юрій Костянтинович
- Кауфман Леонід Якович
- Каштелян Сергій Андрійович
- Керусенко Марина Миколаївна
- Кесслер Пилип Максимович
- Кизимович Сергій Вікторович
- Кириченко Юрій Петрович
- Кичигін Олег Костянтинович
- Кіт Володимир Іванович
- Климков Володимир Анатолійович
- Клур Борис Маркович
- Ключарьов Ігор Володимирович
- Кляшторний Костянтин Вілійович
- Кобанченко Ростислав Борисович
- Кобець Леонід Олексійович
- Коваленко Ігор Григорович
- Ковальчук Василь Анатолійович
- Ковзанович Євген Васильович
- Ковпак Зенон Євстахійович
- Коган Олексій Вадимович
- Козлов Микола Васильович
- Колбасьєв Сергій Адамович
- Колесник Станіслав Миколайович
- Колесников Валерій Володимирович
- Колодуб Жанна Юхимівна
- Колодуб Левко Миколайович
- Колонтирський Олександр Генріхович
- Колтун Веніамин Борисович
- Кондаков Андрій Володимирович
- Кондратьєв Валентин Миколайович
- Коновальцев Володимир Федорович
- Конофоський Ришард Йосипович
- Константиновський Євген Семенович
- Копоть Володимир Миколайович
- Кораллі Володимир Пилипович
- Корженевський Вадим Олександрович
- Кормушин Микола Іванович
- Кос-Анатольський Анатолій Йосипович
- Косько Олег Ігорович
- Косяков Михайло Борисович
- Котов Борис Юрійович
- Кофман Аркадій Семенович
- Кофман Олександр Семенович
- Кохріхт Фелікс Давидович
- Кошман Валерій Юрійович
- Кравець Ніна В'ячеславівна
- Крамер Данило Борисович
- Красотов Олександр Олександрович
- Крашенинников Сергій Іванович
- Кривий Беніамин Абович
- Крижанівський Богдан Володимирович
- Кримов Михайло Євгенович
- Кримова Людмила Василівна
- Крупишев Борис Іванович
- Крюкова Ольга Віталіївна
- Кудрявцев Борис Георгійович
- Кузін Аркадій Сергійович
- Кузнєцов Юрій Анатолійович
- Кулакова Оксана Альбертівна
- Курбас Лесь Степанович (Олександр Зенон)
- Курицький Яків Мойсейович
- Кутєпов Юрій Васильович
- Куценко Олександр Сергійович
- Куцинський Валерій Вікторович
- Лавриненко Станіслав Іванович
- Лаптєв Олег Борисович
- Лебеденко Олександр Володимирович
- Левітін Юрій Абрамович
- Лепін Анатолій Якович
- Лисенко Олександр Васильович
- Лисоконь Олександр Петрович
- Литвин Геннадій Йосипович
- Литвинов Олександр Ісакович
- Ліхута Ігор Леонідович
- Ліхута Леонід Дмитрович
- Лозовський Анатолій Максимович
- Лоос Віктор Григорович
- Лукачова Ольга Михайлівна
- Любашевський Йосип Григорович
- Любченко Олександр Іванович
- Людмер Борис Давидович
- Ляшенко Валентин Антонович
- Ляшенко Іван Федорович
- Малишев Юлій Володимирович
- Малько Микола Андрійович
- Мамушев Ігор Іванович
- Манілов Володимир Олександрович
- Марков Юхим Зейлікович
- Марховський Володимир Абрамович
- Матвєєв Михайло Олександрович
- Махонько Віктор Іванович
- Мачулін Віталій Михайлович
- Медведовський Віктор Леонідович
- Медвідь Вадим Володимирович
- Медінцев Владислав Васильович
- Медко Михайло
- Меєрович Семен
- Мейтус Юлій Сергійович
- Мелькунов Сергій Омелянович
- Менакер Олександр Семенович
- Мещанчук Іван Михайлович
- Михайлов Анатолій Михайлович
- Михайлова Ельвіра Іванівна
- Михновецький Володимир Валентинович
- Мінкін Леонід Борисович
- Мірзоян Аркадій Амаякович
- Молотков Володимир Олексійович
- Моргун Олександр Петрович
- Морозов Ігор Володимирович
- Мустафа-заде Вагіф Азізович
- Назаретов Кім Аведикович
- Назарук Ігор Миколайович
- Найдич Дмитро Юрійович
- Народецький Зіновій Борисович
- Наумов Володимир Олександрович
- Невзгляд Людмила Іванівна
- Неймар Б.
- Немерцев В'ячеслав Захарович
- Нестеров Олександр Петрович
- Нєженцева-Жоліна Валентина Вікторівна
- Ніконов Володимир Степанович
- Новіков В'ячеслав Георгійович
- Новосельський Олександр Євгенович
- Новосільцев Леонід Володимирович
- Носов Володимир Миколайович
- Овсяников Сергій Олександрович
- Озеран Валерій Володимирович
- Онищенко Євген Іванович
- Орєхов Аркадій Аркадійович
- Остреров Сергій Леонідович
- Островський Володимир Аронович
- Павелко Віктор Вікторович
- Павлов Юрій Іванович
- Паламарчук Юрій Валентинович
- Парієв Сергій Миколайович
- Пашков Петро Олександрович
- Пеккер Михайло
- Персіц Анатолій Михайлович
- Петін Юрій
- Петренко Ігор Сергійович
- Петров Олег Миколайович
- Петрусь Василь Васильович
- Печеніга-Углицький Павло
- Пивоваров Леонід Ізраїльович
- Півак Юрій Миколайович
- Півень Юрій Миколайович
- Покрасс Данило Якович
- Покрасс Дмитро Якович
- Покрасс Самійло Якович
- Половина Валерій Володимирович
- Полоз Микола Григорович
- Полонський Артур Моріцович
- Полтарєв Петро В'ячеславович
- Полторак Борис Дмитрович
- Полянський В'ячеслав Анварович
- Присняк Ігор Володимирович (Рабинович)
- Прихожай Володимир Іванович
- Пріцкер Давид Абрамович
- Прокіп Євген Григорович
- Разумик Анатолій Іванович
- Резницький Марк Йосипович
- Релін Віктор Емільович
- Ренський Борис Борисович
- Ривкін Семен Миколайович
- Ригін Степан Васильович
- Рождественський Всеволод Петрович
- Розенкер Петро Семенович
- Розенфельд Яків Йосипович
- Рознер Адольф Гнатович (Едді)
- Рубан Валерій Петрович
- Рудий Микола Васильович
- Рудницький Антін
- Рудяченко Олександр Іванович
- Рукавицина Ірина Миколаївна
- Рукомойников Олександр Валентинович
- Рябич Борис Михайлович
- Рябов Олексій Пантелеймонович
- Сажнєв Анатолій Петрович
- Саксонський Лев Якович
- Сакун Вадим Павлович
- Самітов Анатолій Каримович
- Самохвалов Григорій Никифорович
- Самсонова Лариса Михайлівна
- Сапелюк Володимир Романович
- Саранчин Олексій Тарасович
- Сасько Геннадій Михайлович
- Сафаров Анатолій Михайлович
- Сафонов Володимир
- Свиридов Олег Микитович
- Свірський Рудольф Олександрович
- Сергеєв Ігор Валерійович
- Серебряний Михайло Осипович
- Серьогін Анатолій Миколайович
- Сигалов Юрій Борисович
- Сидоряк Юрій Васильович
- Сизов Олександр Миколайович
- Симоненко Володимир Степанович (Кобилко)
- Сироткін Юхим Бенціонович
- Сілкін Юрій Іванович
- Скачко Федір Іванович
- Скоморовський Абрам Борисович
- Скоморовський Йосип (Юзеф) Борисович
- Скоморовський Олександр Борисович
- Скоморовський Яків Борисович
- Скорик Мирослав Михайлович
- Смага Костянтин Михайлович
- Сметанін Сергій Іванович
- Смоляк Михайло Юхимович
- Соболевський Ісак
- Соколов Костянтин Михайлович
- Солнцев В'ячеслав Анатолійович
- Соляник Володимир Іванович
- Спектор Фелікс
- Станко Олександр Олександрович
- Степанов Юрій Миколайович
- Степанян Адольф Тайкович
- Степт Семмі
- Стеценко Володимир Володимирович
- Стрілець-Стрілецький Георгій Борисович
- Табачников Модест Юхимович
- Таккер Софі (Каліш Соня)
- Талісман Лев Олександрович
- Танцюра Євген Федорович
- Таперечкін Володимир
- Тараненко Іван Іванович
- Тартаковський Семен Миколайович
- Тепер Віллі Мойсейович
- Тепер Євген Вільямович
- Теплицький Леопольд Якович
- Терентьєв Сергій Володимирович
- Тимшин Віталій Іванович
- Титаренко Федір Павлович
- Тітяєв Андрій Борисович
- Товстуха Петро Євгенович
- Толстов Іван Сергійович
- Усачов Олег Леонідович
- Успенський Юрій
- Утьосов Леонід Осипович (Вайсбейн Лазар)
- Учанін Валентин Миколайович
- Фаєрман Олександр Аронович
- Файншмідт Леонід Вульфович
- Фельдман Олександр Якович
- Філіпп Людо
- Філіппов Євген Михайлович
- Фліт Харитон Львович
- Фрейдлін Ян Михайлович
- Френкель Ян Абрамович
- Фрумкін Роман Ревмірович
- Хазанкін Зіновій Романович
- Хайт Юлій Абрамович
- Хамістос Зоріан Борисович (Вайзер)
- Хасанов Дмитро Васильович
- Хаславський Яків Павлович
- Хмельов Сергій Віталійович
- Ходес Арт
- Ходос Костянтин Володимирович
- Хома Ігор Йосипович
- Хома Олег Йосипович
- Хорунжий Володимир Анатолійович
- Хрістідіс Олександр Федорович
- Цвігун Анатолій Васильович
- Цегельський Андрій Артемович
- Цигальницький Олександр Мойсейович
- Цигуткін Михайло Якович
- Цфасман Олександр Наумович
- Цюпак Мирослав Андрійович
- Чалий Володимир Лукич
- Чарковський Борис Олександрович
- Чарковський Олександр Йосипович
- Чарковський Святослав Борисович
- Чебан Віктор Сергійович
- Чебан Ігор Сергійович
- Чебан Сергій Вікторович
- Чернявський Яків Давидович
- Чижик Володимир Ілліч
- Чижик Леонід Аркадійович
- Чорненький Степан Михайлович
- Чуриков Віктор Васильович
- Шабалтас Володимир Миколайович
- Шабсіс Фелікс
- Шаповал Олександр Іванович
- Шаповаленко Віталій Васильович
- Шарфман Анатолій Леонович
- Шахман Валерій Наумович
- Швірст Сергій Іванович
- Шепета Павло Захарович
- Шепета Юрій Захарович
- Шиллінгер Йосип Михайлович
- Шиндеровський Давид Альбертович
- Шиндеровський Марк Альбертович
- Шипович Костянтин Миколайович
- Шипович Микола Антонович
- Ширяєв В'ячеслав Васильович
- Шоколад[1]
- Шпак Михайло Євтихійович
- Шпаковський Тимофій Францович
- Шпігель Лев
- Шпірт Борис Якович
- Шраєр Альфред Бенович
- Шуліков Сергій Олексійович
- Шульженко Клавдія Іванівна
- Шумейко Анатолій Іванович
- Щериця Валерій Петрович
- Юхимець Гліб Миколайович
- Яремчук Юрій Григорович
- Ярликов Валерій Євгенович
- Ярошевський Михайло Наумович
- Ярошенко Михайло Миколайович
- Яценко Євген Григорович